# بيوتر سوكولوف (رسام)

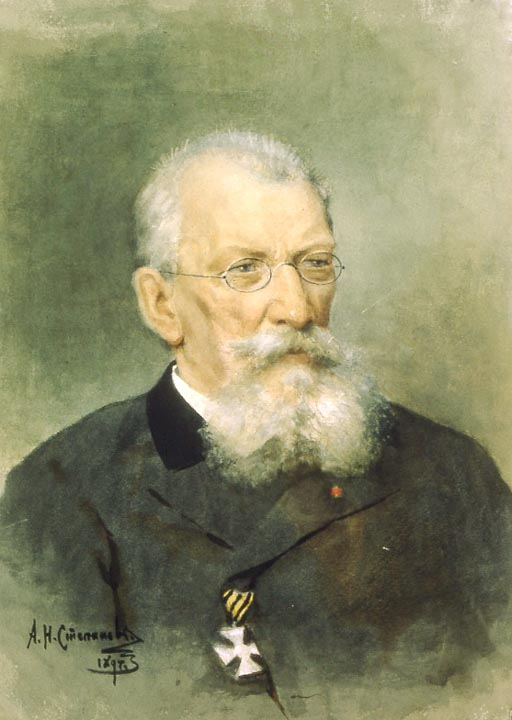
بيوتر سوكولوف (1897)، بريشة Alexander Nikolaevich Stepanov

بيوتر بتروفيتش سوكولوف بالروسية: Пётр Петрович Соколов 1821،سانت بطرسبرغ - 2 أكتوبر 1899 سانت بطرسبرغ كان رسامًا ومصورًا روسيًا.

## سيرة شخصية
كان الإبن الأكبر لرسام البورتريه بالألوان المائية بيوتر فيودوروفيتش سوكولوف. على الرغم من أنه تلقى دروسًا من والده إلا أنه كان يدرس نفسه بنفسه إلى حد كبير حتى عام 1840عندما دخل الأكاديمية الإمبراطورية للفنون .درس هناك لمدة ثلاث سنوات مع عمه كارل بريولوفوكذلك حوض بيوتر وفيودور بروني . لقد فضل مشاهد الصيد والنوع ولكنه قام أيضًا بالتقاط الصور الشخصية في بعض الأحيان.

## روابط خارجية
- ArtNet: المزيد من أعمال سوكولوف.